# Wereldkampioenschap superbike van Brands Hatch 1993
Het wereldkampioenschap superbike van Brands Hatch 1993 was de eerste ronde van het wereldkampioenschap superbike 1993. De races werden verreden op 9 april 1993 op Brands Hatch nabij West Kingsdown, Verenigd Koninkrijk.

## Race 1
| Pos | Nr | Rijder               | Constructeur | Rondes | Tijd                | Grid | Punten |
| --- | -- | -------------------- | ------------ | ------ | ------------------- | ---- | ------ |
| 1   | 9  | Giancarlo Falappa    | Ducati       | 22     | 41:21.120           | 4    | 20     |
| 2   | 11 | Scott Russell        | Kawasaki     | 22     | +36.840             | 1    | 17     |
| 3   | 46 | Brian Morrison       | Kawasaki     | 22     | +37.810             | 7    | 15     |
| 4   | 15 | Adrien Morillas      | Kawasaki     | 22     | +1:01.390           | 19   | 13     |
| 5   | 6  | Aaron Slight         | Kawasaki     | 22     | +1:23.330           | 3    | 11     |
| 6   | 7  | Stéphane Mertens     | Ducati       | 22     | +1:28.300           | 6    | 10     |
| 7   | 27 | Fred Merkel          | Yamaha       | 22     | +1:43.940           | 20   | 9      |
| 8   | 35 | Mark Farmer          | Kawasaki     | 21     | +1 ronde            | 12   | 8      |
| 9   | 47 | David Jefferies      | Yamaha       | 21     | +1 ronde            | 27   | 7      |
| 10  | 54 | Tripp Nobles         | Honda        | 21     | +1 ronde            | 29   | 6      |
| 11  | 16 | Juan Garriga         | Ducati       | 21     | +1 ronde            | 16   | 5      |
| 12  | 72 | Valerio Destefanis   | Yamaha       | 21     | +1 ronde            | 33   | 4      |
| 13  | 34 | Mauro Lucchiari      | Ducati       | 21     | +1 ronde            | 15   | 3      |
| 14  | 42 | Hervé Moineau        | Suzuki       | 21     | +1 ronde            | 25   | 2      |
| 15  | 38 | Beni Metzger         | Yamaha       | 21     | +1 ronde            | 26   | 1      |
| 16  | 33 | Johnny Verwijst      | Kawasaki     | 21     | +1 ronde            | 35   |        |
| 17  | 5  | Fabrizio Pirovano    | Yamaha       | 21     | +1 ronde            | 10   |        |
| 18  | 70 | Aldeo Presciutti     | Ducati       | 20     | +2 ronden           | 30   |        |
| 19  | 40 | Udo Mark             | Yamaha       | 20     | +2 ronden           | 18   |        |
| DNF | 10 | Piergiorgio Bontempi | Kawasaki     | 17     | Uitgevallen         | 9    |        |
| DNF | 53 | Michael Rutter       | Kawasaki     | 14     | Uitgevallen         | 24   |        |
| DNF | 14 | Christer Lindholm    | Yamaha       | 11     | Uitgevallen         | 17   |        |
| DNF | 69 | James Whitham        | Yamaha       | 9      | Uitgevallen         | 5    |        |
| DNF | 17 | Baldassarre Monti    | Ducati       | 8      | Uitgevallen         | 2    |        |
| DNF | 20 | Jeffry de Vries      | Yamaha       | 8      | Uitgevallen         | 32   |        |
| DNF | 30 | Ernst Gschwender     | Kawasaki     | 7      | Uitgevallen         | 28   |        |
| DNF | 77 | Rob McElnea          | Yamaha       | 4      | Uitgevallen         | 11   |        |
| DNF | 43 | Jamie Patterson      | Kawasaki     | 3      | Uitgevallen         | 36   |        |
| DNF | 59 | Alex Buckingham      | Yamaha       | 2      | Uitgevallen         | 31   |        |
| DNF | 55 | Matt Llewellyn       | Kawasaki     | 2      | Uitgevallen         | 23   |        |
| DNF | 8  | Daniel Amatriaín     | Ducati       | 1      | Uitgevallen         | 21   |        |
| DNF | 71 | Robert Dunlop        | Ducati       | 1      | Uitgevallen         | 22   |        |
| DNF | 41 | Ray Stringer         | Kawasaki     | 1      | Uitgevallen         | 13   |        |
| DNF | 32 | Terry Rymer          | Yamaha       | 0      | Uitgevallen         | 14   |        |
| DNF | 4  | Carl Fogarty         | Ducati       | 0      | Uitgevallen         | 8    |        |
| DNF | 60 | John Barton          | Kawasaki     | 0      | Uitgevallen         | 34   |        |
| DNQ | 48 | Franz Pfefferkorn    | Kawasaki     | 0      | Niet gekwalificeerd |      |        |
| DNQ | 44 | Anton Berghammer     | Yamaha       | 0      | Niet gekwalificeerd |      |        |
| DNQ | 73 | Pedro Baptista       | Yamaha       | 0      | Niet gekwalificeerd |      |        |

## Race 2
| Pos | Nr | Rijder               | Constructeur | Rondes | Tijd                | Grid | Punten |
| --- | -- | -------------------- | ------------ | ------ | ------------------- | ---- | ------ |
| 1   | 9  | Giancarlo Falappa    | Ducati       | 24     | 43:03.340           | 4    | 20     |
| 2   | 11 | Scott Russell        | Kawasaki     | 24     | +19.010             | 1    | 17     |
| 3   | 5  | Fabrizio Pirovano    | Yamaha       | 24     | +21.940             | 10   | 15     |
| 4   | 7  | Stéphane Mertens     | Ducati       | 24     | +22.160             | 6    | 13     |
| 5   | 32 | Terry Rymer          | Yamaha       | 24     | +28.650             | 14   | 11     |
| 6   | 6  | Aaron Slight         | Kawasaki     | 24     | +51.320             | 3    | 10     |
| 7   | 27 | Fred Merkel          | Yamaha       | 24     | +53.560             | 20   | 9      |
| 8   | 16 | Juan Garriga         | Ducati       | 24     | +56.390             | 16   | 8      |
| 9   | 72 | Valerio Destefanis   | Yamaha       | 24     | +1:08.860           | 33   | 7      |
| 10  | 30 | Ernst Gschwender     | Kawasaki     | 24     | +1:17.770           | 28   | 6      |
| 11  | 15 | Adrien Morillas      | Kawasaki     | 24     | +1:47.380           | 19   | 5      |
| 12  | 34 | Mauro Lucchiari      | Ducati       | 23     | +1 ronde            | 15   | 4      |
| 13  | 17 | Baldassarre Monti    | Ducati       | 23     | +1 ronde            | 2    | 3      |
| 14  | 47 | David Jefferies      | Yamaha       | 23     | +1 ronde            | 27   | 2      |
| 15  | 8  | Daniel Amatriaín     | Ducati       | 23     | +1 ronde            | 21   | 1      |
| 16  | 55 | Matt Llewellyn       | Kawasaki     | 23     | +1 ronde            | 23   |        |
| 17  | 60 | John Barton          | Kawasaki     | 22     | +2 ronden           | 34   |        |
| DNF | 33 | Johnny Verwijst      | Kawasaki     | 20     | Uitgevallen         | 35   |        |
| DNF | 53 | Michael Rutter       | Kawasaki     | 17     | Uitgevallen         | 24   |        |
| DNF | 69 | James Whitham        | Yamaha       | 10     | Uitgevallen         | 5    |        |
| DNF | 54 | Tripp Nobles         | Honda        | 9      | Uitgevallen         | 29   |        |
| DNF | 38 | Beni Metzger         | Yamaha       | 8      | Uitgevallen         | 26   |        |
| DNF | 46 | Brian Morrison       | Kawasaki     | 7      | Uitgevallen         | 7    |        |
| DNF | 70 | Aldeo Presciutti     | Ducati       | 7      | Uitgevallen         | 30   |        |
| DNF | 77 | Rob McElnea          | Yamaha       | 6      | Uitgevallen         | 11   |        |
| DNF | 14 | Christer Lindholm    | Yamaha       | 6      | Uitgevallen         | 17   |        |
| DNF | 35 | Mark Farmer          | Kawasaki     | 5      | Uitgevallen         | 12   |        |
| DNF | 41 | Ray Stringer         | Kawasaki     | 4      | Uitgevallen         | 13   |        |
| DNF | 10 | Piergiorgio Bontempi | Kawasaki     | 3      | Uitgevallen         | 9    |        |
| DNF | 71 | Robert Dunlop        | Ducati       | 2      | Uitgevallen         | 22   |        |
| DNF | 40 | Udo Mark             | Yamaha       | 1      | Uitgevallen         | 18   |        |
| DNF | 42 | Hervé Moineau        | Suzuki       | 1      | Uitgevallen         | 25   |        |
| DNF | 43 | Jamie Patterson      | Kawasaki     | 1      | Uitgevallen         | 36   |        |
| DNF | 59 | Alex Buckingham      | Yamaha       | 0      | Uitgevallen         | 31   |        |
| DNF | 20 | Jeffry de Vries      | Yamaha       | 0      | Uitgevallen         | 32   |        |
| DNS | 4  | Carl Fogarty         | Ducati       | 0      | Niet gestart        | 8    |        |
| DNQ | 48 | Franz Pfefferkorn    | Kawasaki     | 0      | Niet gekwalificeerd |      |        |
| DNQ | 44 | Anton Berghammer     | Yamaha       | 0      | Niet gekwalificeerd |      |        |
| DNQ | 73 | Pedro Baptista       | Yamaha       | 0      | Niet gekwalificeerd |      |        |

## Tussenstanden na wedstrijd
| Pos | Nr | Rijder            | Team     | Punten |
| --- | -- | ----------------- | -------- | ------ |
| 1   | 9  | Giancarlo Falappa | Ducati   | 40     |
| 2   | 11 | Scott Russell     | Kawasaki | 34     |
| 3   | 7  | Stéphane Mertens  | Ducati   | 23     |
| 4   | 6  | Aaron Slight      | Kawasaki | 21     |
| 5   | 15 | Adrien Morillas   | Kawasaki | 18     |

1993 · 1995 · 1996 · 1997 · 1998 · 1999 · 2000 (I) · 2000 (II) · 2001 · 2002 · 2003 · 2004 · 2005 · 2006 · 2007 · 2008